# Igreja Cristã do Advento
A Igreja Cristã do Advento (às vezes traduzida como Igreja Adventista Cristã) é uma denominação cristã adventista de origem norte-americana fundada em 1855 por Jonathan Cummings, resultante do movimento millerita.
A Associação dos Cristãos do Advento foi formalizada em 1860, em Salem, Massachusetts, com a adesão de Charles F. Hudson e George Storrs. Não diferia muito do então principal ramo millerita, a Igreja Evangélica Adventista, exceto nas crenças do "sono da alma" e da aniquilação dos ímpios e não em um inferno eterno. Todavia, em 1863, Storrs fundou a União da Vida e do Advento (Life and Advent Union) que um século mais tarde (1964) se fundiria com a Igreja Cristã do Advento.
A Igreja Cristã do Advento subscreve as declarações doutrinárias da Associação Evangelica Nacional dos Estados Unidos, da qual era membro, com distintivas na ênfase no iminente retorno de Jesus Cristo e na crença do psicopaniquismo - doutrina de que a alma dorme durante a morte até a ressurreição. A maioria dos teólogos cristãos do advento possuem uma hermenêutica historicista do livro do Apocalipse e de outros textos proféticos da Bíblia, que é a única fonte de fé e doutrina. Praticam batismo adulto por imersão e a santa ceia. Guardam o domingo como dia de descanso.
A Igreja Cristã do Advento reportou, em 2002, a membresia de 25 mil aderentes em quase 300 congregações nos Estados Unidos e no Canadá. Possui sede na Carolina do Norte, mantém missionários na Ásia e é mantenedora da Universidade Aurora.